# 야데가르 에맘 스타디움 (타브리즈)
야데가르 에맘 스타디움(페르시아어: ورزشگاه یادگار امام تبریز, 영어: Yadegar-e Emam Stadium)은 이란 타브리즈에 위치한 축구 전용 경기장이다. 트락토르의 홈구장으로 사용되고 있다.
수용 인원은 66,833명이다.